# Oxyethira artuvillosus
Oxyethira artuvillosus är en nattsländeart som först beskrevs av Wells 1981.  Oxyethira artuvillosus ingår i släktet Oxyethira och familjen smånattsländor. Inga underarter finns listade i Catalogue of Life.